# また明日 (ゆずの曲)
「また明日」（またあした）は、ゆずの楽曲で、36枚目のシングル。2012年8月8日発売。発売元はセーニャ・アンド・カンパニー。

## 概要
2012年6月3日に東京ドームで行われた15周年記念ライブ「YUZU YOU〜みんな、どうむありがとう」にて、発売されることが発表された。
表題曲は、TBS系ドラマ『浪花少年探偵団』の主題歌に起用され、ゆずとしては2009年の「逢いたい」以来となるドラマタイアップとなった。
シングル曲としては24thシングルの「ストーリー」以来、12作ぶりに寺岡呼人がアレンジャー・プロデューサーとして参加している。
週間順位が7位となり、3rdシングルの「からっぽ」から続く週間トップ5入りは33作で途切れた。
CDシングルとしては、唯一ベストアルバムに収録されている曲がない。
ちょうど発売がロンドンオリンピック開催期間中だったため、配信ランキングではオリンピック関連の楽曲が上位に多く入っており「栄光の架橋」、「with you」、「夏色」（オリンピック関連ではないが夏の曲）とともにゆずの楽曲4曲がiTunesではトップ20に、レコチョクではトップ30に同時にランクインした。
2021年現在、岩沢が単独で作詞・作曲した最後のA面シングルCDである。

## 収録曲
1. また明日 (4:56)
  - 作詞・作曲：岩沢厚治 / Produced by 寺岡呼人 & ゆず
2. 改札口 (5:47)
  - 作詞・作曲：北川悠仁 / Produced by ゆず / 編曲：野間康介 (agehasprings)
  - 神奈川県の関内駅の改札口がモチーフになっており、歌詞にもその駅名が登場する。
3. うすっぺら (2012.5.26 Live in 京セラドーム大阪) 初回盤のみ (4:44)
  - 作詞・作曲：岩沢厚治
  - 通常盤と初回盤で収録曲が違うCDを出すのは初めて。
  - CDに収録されるのは今回が初めて。
  - 配信サイトでは配信されていない。
4. おじや (2012.5.26 Live in 京セラドーム大阪) 初回盤のみ (5:02)
  - 作詞・作曲：北川悠仁
  - CDに収録されるのは今回が初めて。
  - 歌詞の一部がもともとのものとは替えて歌われている。
  - 配信サイトでは配信されていない。